# Площадь Ивана Франко (Киев)
Пло́щадь Ива́на Франко́ — площадь в Печерском районе города Киева.
Расположена между улицами Архитектора Городецкого, Ольгинской и Станиславского.
Площадь была спроектирована в 1895—1896 годы на месте засыпанного пруда в усадьбе заслуженного профессора Киевского университета Фридриха Меринга и обустроена в 1897—1898 годах.
Первоначально имела название — Николаевская. В 1919—1941 годах площадь имела название в честь гладиатора Спартака. В 1941—1943 годах — площадь Шлейфера.
Современное название — в честь писателя Ивана Франко — с 1944 года.
На площади расположен Национальный академический драматический театр им. Ивана Франко, установлен памятник писателю (1956 год), а в сквере в центре площади — памятники известным актёрам Театра им. Франко Николаю Яковченко и Гнату Юре (в роли бравого солдата Швейка).
Дом № 5 был выстроен по проекту Н. Н. Добачевского для Киевского городского головы Ипполита Николаевича Дьякова. Из пяти этажей особняка семья Дьякова занимала лишь второй и третий. Первый арендовала мужская гимназия, на четвёртом была домовая церковь, а на пятом — подсобные помещения. Ныне здесь — главный офис «Киевэнерго».

## Транспорт
- Станция метро «Крещатик» (0,1 км)